# Phenacolepas evansi
Phenacolepas evansi is een slakkensoort uit de familie van de Phenacolepadidae. De wetenschappelijke naam van de soort is voor het eerst geldig gepubliceerd in 1973 door Biggs.